# Aks.13.000
Aks.13.000 var aktionsgruppen til Milorg D-13 i Stor-Oslo, en del af den norske modstandsbevægelse under 2. verdenskrig. Den blev oprettet sent i foråret 1944 efter initiativ fra Svein Blindheim, en agent i britiske SOE. Blindheim blev gruppens leder, og det var også ham, som havde oplært de fleste af gruppens medlemmer i 1943. Til sammen blev der gennemført 102 sabotageaktioner og et ukendt antal likvideringer fra maj 1944 og frem til krigens slutning.